# Mazagran (Mostaganem)
Mazagran (în arabă مزغران) este o comună din provincia Mostaganem, Algeria.
Populația comunei este de 22.016 locuitori (2008).